# Selvíria
Selvíria är en kommun i Brasilien.   Den ligger i delstaten Mato Grosso do Sul, i den södra delen av landet, 600 km sydväst om huvudstaden Brasília. Antalet invånare är 6 277.
Omgivningarna runt Selvíria är huvudsakligen savann. Trakten runt Selvíria är nära nog obefolkad, med mindre än två invånare per kvadratkilometer.